# Janusz Krzyżewski (prawnik)
Janusz Krzyżewski (ur. 19 kwietnia 1938 w Krzemieńcu, zm. 4 lipca 2003 w Bułgarii) – polski prawnik i ekonomista, członek Rady Polityki Pieniężnej.

## Życiorys
Ukończył studia na Wydziale Prawa i Administracji Uniwersytetu Warszawskiego, uzyskał następnie stopień doktora nauk ekonomicznych. Od 1976 praktykował jako radca prawny, specjalizował się w prawie bankowym i finansowym. W latach 1993–1994 odbył kurs z zakresu europejskiego prawa bankowego i ubezpieczeniowego w instytucie uniwersyteckim w Luksemburgu.
W latach 1963–1966 pracował w Instytucie Pracy i Spraw Socjalnych, później do 1970 w Instytucie Organizacji i Mechanizacji Budownictwa. Zajmował stanowisko radcy prawnego w Instytucie Informacji Naukowej i Ekonomicznej oraz w Przedsiębiorstwie Handlu Zagranicznego BUMAR (od 1987).
W okresie PRL działacz opozycji demokratycznej. Należał do Ligi Narodowo-Demokratycznej. W 1961, w procesie jej działaczy został skazany na karę 10 miesięcy pozbawienia wolności. W 1980 organizował śląski region „Solidarności”, pełnił funkcję doradcy związku (m.in. przy strajkach w Hucie Katowice we wrześniu 1980). Po wprowadzeniu stanu wojennego współpracował z niejawnymi strukturami NSZZ „S”.
Od 1990 był głównym specjalistą w Biurze Legislacyjnym Kancelarii Senatu. Od 29 stycznia 1992 do 3 sierpnia 1992 pełnił funkcję wiceministra przekształceń własnościowych. Od 1992 wchodził w skład Komisji Papierów Wartościowych. Do 1994 był członkiem rady Giełdy Papierów Wartościowych. Zasiadał w radzie nadzorczej Ruchu, Polskich Linii Lotniczych LOT oraz Interbanku (jako jej przewodniczący). Brał udział w negocjacjach międzynarodowych konwencji dotyczących prawa bankowego w międzynarodowym prawie prywatnym, opracowywanych w ramach ONZ (1993–1995).
Wykładał prawo bankowe oraz prawo instrumentów finansowych na Wydziale Nauk Ekonomicznych UW, współpracował również z Wydziałem Zarządzania tej uczelni. Był pracownikiem naukowym innych uczelni, m.in. Uniwersytetu Warmińsko-Mazurskiego w Olsztynie (jako adiunkt na Wydziale Prawa i Administracji). Opublikował kilkanaście prac naukowych dotyczących bankowości, finansów oraz papierów wartościowych.
Od 1998 zajmował stanowisko członka Rady Polityki Pieniężnej I kadencji (wybranego przez Sejm z rekomendacji AWS). Zginął w wypadku samochodowym w Bułgarii razem z żoną Jolantą.
Pochowany na cmentarzu Bródnowskim w Warszawie (kwatera 49H/3/28).

## Odznaczenia
W 2003 pośmiertnie otrzymał odznakę honorową „Za zasługi dla bankowości Rzeczypospolitej Polskiej”.